# Costantino Sala
Costantino Sala (Monza, 3 maggio 1913 – Monza, 30 giugno 1999) è stato un calciatore italiano, di ruolo terzino.
Era noto anche come Sala II, per differenziarlo da Valentino Sala solo per il cognome uguale, non avendo con Costantino alcun rapporto di parentela.

## Carriera
Ha giocato in massima serie con la maglia dell'Ambrosiana-Inter, società con cui ha vinto lo scudetto 1937-1938. Gli amici lo chiamavano "Menelik" per la carnagione scura non dovuta ad una normale abbronzatura.
Inizia a giocare a calcio sul campetto del Casignolo con l'A.C. Audax Toti che prese parte al campionato di prima categoria ULIC del Comitato Locale di Monza 1928-1929.
Notato dai dirigenti dell'Ambrosiana i quali, dovendo rinnovare completamente il parco ragazzi allestendo tre squadre che furono iscritte al campionato regionale ragazzi organizzato dal Direttorio Regionale Lombardo, convinsero il padre a mandarlo ad allenarsi e giocare nella vicina Milano prendendo il tram che si fermava vicino a casa sua. Cresce perciò fra le file nerazzurre dei ragazzi fino ad arrivare alla prima squadra delle riserve senza peraltro esordire in prima squadra.
Ceduto al Monza esordì in prima squadra nel campionato di Prima Divisione 1932-1933 nella partita del 9 ottobre Monza-Ambrosiana Inter "B" (2-2, seconda giornata di andata). Con il Monza disputa 4 campionati di Prima Divisione-Serie C per poi tornare all'Ambrosiana-Inter alla fine della stagione 1935-1936 con l'amico e campagno di squadra Aurelio Piazza che in seguito con lui condividerà molto tempo libero e la costituzione delle "vecchie glorie" del Monza.
Dopo il 1945 gli fu più volte chiesto di allenare squadre di Serie C, ma Costantino preferì continuare l'attività lavorativa staccandosi definitivamente dal mondo del calcio se non per seguire dalla tribuna le partite casalinghe dei biancorossi.

## Palmarès

### Club

#### Competizioni nazionali
- Coppa Italia: 1

Ambrosiana: 1938-1939
- Serie C: 1

Lecco: 1942-1943
- Prima Divisione: 1

Monza: 1933-1934